# くろば・U
くろば・Uは、日本の漫画家、イラストレーター、ゲームクリエイター。旧ペンネームはくろば。東京大学出身。

## 人物紹介

### 経歴
2007年より商業誌にて『くろば』の名義で漫画・イラストを掲載していた。オリジナルの百合作品や涼宮ハルヒの憂鬱、らき☆すた、けいおん!などのアンソロジー作品の他、イラスト教則本などの執筆をしていた。2013年には初の単行本である『明日また君の家へ』がオークスより出版される。
商業誌での連載と並行し、大学二年生頃より同人誌活動を開始する。自らのサークル『前方不注意』を主宰する他、同人誌や同人音楽へのイラスト参加、同人誌即売会のポスターやグッズ作りなどに携わる。
大学三年生より東京大学ゲーム製作サークルNonlinearにてゲーム製作に携わり、イラストだけではなくドット絵の作成、ゲームデザイン、プログラミング、webページ制作まで担当する。また、現在でも自サイトにて自作したゲームを公開している。
まんがタイムきららMAXでのゲスト参加を経て、2013年よりまんがタイムきららMAXにて『ステラのまほう』の連載が開始される。 2016年10月より『ステラのまほう』がSILVER LINK.によりアニメ化される。

### 人物・逸話
幼稚園の頃、職員室のPCをジャックし自分の名前を入力したらしい。小学二年生の時にHyperCardに触れ、プログラミングに目覚める。中学一年生の時にResEditを用いてフリーゲームのドット絵を差し替える。中学生の頃よりドット絵を作成し始める。高校一年生でPSOで遊び始める。
大学一年生の時に初めて漫画を描くも、アナログ(での執筆)に向いていないと感じる。趣味はDanceDanceRevolutionとSOUND VOLTEX。
主な使用ペイントツールはComicStudio、Adobe Photoshop。影響を受けた作家として玄鉄絢、タカハシマコ、武田日向、なもり、介錯、美水かがみ、すか、ヒライユキオ、春畑睦月を挙げる。

## 漫画
- 『ステラのまほう』芳文社『まんがタイムきららMAX』、全10巻[5] [6]
  1. 『ステラのまほう 1』2013年12月26日[15]
  2. 『ステラのまほう 2』2014年12月25日[16]
  3. 『ステラのまほう 3』2016年1月27日[17]
  4. 『ステラのまほう 4』2016年10月27日[18]
  5. 『ステラのまほう 5』2016年12月27日[19]
  6. 『ステラのまほう 6』2017年12月27日[20]
  7. 『ステラのまほう 7』2018年12月26日[21]
  8. 『ステラのまほう 8』2019年12月26日[22]
  9. 『ステラのまほう 9』2020年12月25日[23]
  10. 『ステラのまほう 10』2021年12月25日[24]

### 連載終了
- 『明日また君の家へ』 2013年10月10日 [25]
- 『れんあいごっこ』 2015年02月25日 [26]

### 単行本未収録作品
オークス(OKS COMIX)
『ひよりん★ストライク』   2007年8月25日 
『ひよりん☆ブレイク!!』   2007年9月25日 
『後輩達がいいのです』   2007年11月1日 
『妄想少女長門有希と18日の夜』  2008年3月25日 
『百合の花の妖精』  2009年7月1日 
『妄想少女長門有希と18日の夜(再掲)』  2009年9月1日 
芳文社
『けいおん！アンソロジー４コマ2P』  2010年7月20日 
『けいおん！アンソロジー４コマ2P(再掲)』  2011年5月27日 
『ナイトメアイン平沢家』  2013年2月27日 
『キュゥべえとほろ酔い恋愛相談室』  2013年7月27日 
『羞恥心で爆発しそうな女の子・セーラー服(My Private D☆V)』  2014年4月9日 
『あたらしいこと』  2014年4月26日 
『あなたののぞむいろ』 2015年4月27日 
『わすれていたこと』 2017年7月27日 
その他
『少女の夢』  2008年6月28日 
『ねこまち』  2008年8月23日 
『だいにじせいちょう！』  2008年8月28日 
『カレー屋さんから木山先生』  2013年9月27日 
『かたるり♪ハーモニクス』 2015年8月27日～　(読み切りゲストで現在までに3話掲載) 

### 同人誌(前方不注意)
『Virtual.reality (.125 - .375)』　2013年12月31日
『とうえいダイアリ』　2014年11月2日
『あたらしいことF』　2014年12月29日
『桃色、黄色、とうめい、はいいろ』　2017年12月30日
『かおすと小夢がルームメイトをやめる話。』　2018年12月29日
『紫苑が美術Ｘ室からいなくなる話』 2019年12月28日

## イラスト

### 雑誌
- 『究極!美少女同人誌セレクション 2009年 07月号』 2009年6月11日  (表紙)[52]
- 『のんのんびより 公式アンソロジー ふゆっ!』  2014年12月22日  (カラーイラスト)[53]

### アニメ
- ご注文はうさぎですか?（BS11再放送版第1話エンドカード）
- 三者三葉（第5話エンドカード）
- ステラのまほう (OP/予告ドット絵)
- きんいろモザイクThank you!!（応援コメント）[54]

### CD(イラスト提供)
- 『歌姫と恋の綻び』  2008年12月29日　プロデュース/作詞/イラスト/デザインを担当  [55]
- 『ANIME HOUSE PROJECT～萌えselection vol.1～』2010年1月27日   [56]
- 『こまばのひがし!』2010年11月21日 [57]
- 『花紅柳緑エリュシオン』 2014年08月17日 [58])
- 『Star Chaser E.P.』  2014年11月2日 [59])
- 『CHS — KAKATTEKOYEAH!!!!』  2015年1月30日 [60]
- 『Vividness.PF』   2011年10月30日 [61]
- 『ある日の紅魔館』 2011年11月26日   [62]
- 『Vocal Action!!』  2014年5月11日  [63]
- 『Vocal Action!!2』  2015年10月18日  [64]

### イベント
- ｢ツンデレ特急(らき☆すた 柊かがみオンリーイベント)｣ 2007年11月 (パンフレット用イラスト)
- ｢東大生オンリーイベント コミックアカデミー01｣ 2010年11月21日 (ポスターイラスト)
- ｢東大生オンリーイベント コミックアカデミー02｣ 2011年5月28・29日 (ポスターイラスト)
- ｢東大生オンリーイベント コミックアカデミー03｣ 2011年7月22日 (スタッフ募集用イラスト)
- ｢東大生オンリーイベント コミックアカデミー03｣ 2011年10月4日 (ポスターイラスト)
- ｢学生同人誌即売会UNIKET01｣　2011年11月 (スタンプラリーカレンダーイラスト提供)
- ｢東大生オンリーイベント コミックアカデミー04｣ 2012年4月26日 (ポスターイラスト)
- ｢東大生オンリーイベント コミックアカデミー05｣ 2012年10月18日 (ポスターイラスト)
- ｢東大生オンリーイベント コミックアカデミー05｣ 2012年11月18日 (Tシャツデザイン)
- ｢まんがタイム きらら★アソビ 2013 ｣ 2013年10月12日～2013年10月14日 (モノクロイラスト1P)[65]
- ｢まんがタイムきららMAX 2013年10月号｣　 2013年8月19日  (色紙) [66]

### 同人誌
- 『Hybrid! -2011summer-』  2011年8月14日 (挿絵イラスト/表紙/ポスター)  [67]
- 『CV03』  2009年3月20日 (表紙イラスト)  [68]
- 『東方仁遊遁』  2011年8月13日 (イラスト)  [69]
- 『Running Portion!』　 2015年1月30日 (表紙・挿絵参加)　[70]

## ゲーム

### 個人制作
- 『すたーちぇいさー！』 2014年4月1日  (ゲームデザイン/プログラミング/ドット絵/イラスト/その他担当)[71]
- 『すたーしゅーたー！』 2015年3月31日  (効果音作成/弾幕製作/プログラミング/イラスト/ドット絵/他担当)[72]
- 『すたーらいなー』 2016年10月27日  (グラフィック/システムデザイン/ゲームデザイン/プログラミング/他担当)[73]

### Nonlinear
- 『徒咲昏 ―アダザクラ―』 2008年12月29日  (彩色担当)[74]
- 『JINNIYAH!』 2009年4月26日  (キャラクターデザイン/原画/彩色/ジャケットデザイン/Webページデザイン担当)[75]
- 『The Chaste Full-metal Maiden』 2009年12月30日 (キャラクターデザイン/イラスト/グラフィック担当) [76]
- 『あやめもしらず』 2010年12月26日  (原画/彩色/グラフィック/デザイン/Web担当)[77]
- 『だんじょんぷらいむ！』 2011年11月20日  (プログラム／システムデザイン/キャラクターデザイン/イラストレーション／彩色/ドット制作/監督担当)[78]
- 『Leiria -Stargazer-』 2011年8月13日 (スペシャルサンクス担当)[79]
- 『ゆりかごのそら』 2014年8月17日  (グラフィック/Webページ担当)[80]

### その他
- 『Recover the Restarts!』 2012年11月11日  (カードイラスト担当)[81]
- 『シュクレ 〜sweet and charming time for you.〜』2011年9月22日 (Webコミック/おうえんイラスト担当) [82]
- 『ダンジョン＆バルキリー』  2013年1月 (カードイラスト(サイクロプス/サイクロプス+/サイクロプス++)担当) [83]
- 『Phantom Magic Vision [Vengeful Pygmy(15thエキスパンション)]』　2013年12月30日 (カードイラスト(入魔｢ゾウフォルゥモォ｣)担当)  [84]
- 『きららファンタジア』（キャラクターデザイン、監修）

## その他
- 『ペンタブレットで描く美少女イラスト―手描きのタッチでデジタルイラストを描く』  2009年6月 [85]
- 『萌えキャラの上手な描き方 (漫画の教科書シリーズ NO.02)』 2008年10月 [86]
- 『萌えミニキャラの上手な描き方(漫画の教科書シリーズ NO.08)』 2011年6月15日 [87]
- 『こみあ力（ぢから）弐｣』 2012年11月23日 (インタビュー記事) [88]